# Quark bottom
Il quark bottom (solitamente abbreviato in quark b), talvolta chiamato quark beauty, è un quark di terza generazione con carica elettrica negativa di -1⁄3 e e una massa stimata di 4,20 GeV/c2.

## Storia
Teorizzato nel 1973 dai fisici Makoto Kobayashi e Toshihide Maskawa per spiegare la violazione della simmetria CP (il nome bottom fu introdotto nel 1975 da Haim Harari),
venne scoperto nel 1977 al Fermi National Accelerator Laboratory da un gruppo di ricercatori guidato da Leon Lederman, in seguito a collisioni che produssero il bottomonium. La scoperta avvenne attraverso l'osservazione nei decadimenti di coppie di muoni di uno stato risonante ad una massa pari a 9,5 GeV non compatibile con nessun oggetto precedentemente noto. Lo stato risonante prese il nome di mesone upsilon e venne interpretato come lo stato legato di un quark di nuova generazione con il suo antiquark.
Kobayashi e Maskawa ottennero il premio Nobel per la fisica nel 2008 per la spiegazione della violazione della parità CP.
Al momento della scoperta furono proposti per il nuovo quark i nomi di bottom (fondo) e beauty (bellezza). La dizione bottom è diventata predominante, anche se entrambe sono tuttora usate e comunque caratterizzate dalla stessa iniziale "b".

## Fisica del quark bottom
Negli ultimi decenni c'è stato un notevole interesse nei riguardi dei fenomeni fisici legati agli adroni formati da quark b, in special modo verso i mesoni. L'interesse è particolarmente legato al fenomeno di violazione della simmetria CP; il meccanismo di rottura della simmetria CP è previsto dall'attuale teoria dominante nelle particelle elementari, il Modello Standard, in simmetria con quanto accade per i kaoni, ed alcuni dei meccanismi previsti lo rendono un preciso banco di prova per questa teoria. Tra i fenomeni di maggiore interesse si possono citare le oscillazioni del mesone {\displaystyle B^{0}} e quella recentissima del mesone {\displaystyle B_{s}^{0}}.

## Adroni che contengono quark bottom
Alcuni degli adroni che contengono quark bottom sono:
- il mesone B che contiene un quark bottom ( o la sua antiparticella) e un quark up o un quark down
- il mesone charm B e strange B che contengono un quark bottom assieme rispettivamente a un quark charm o strange
- vari stati del bottomonium come ad esempio il mesone upsilon, che contengono un quark bottom e la sua antiparticella
- i barioni bottom, che seguono la denominazione dei corrispondenti barioni strange, dando luogo ad esempio a {\displaystyle B^{0}} e {\displaystyle B_{s}^{0}}.